# Tori (Türi)
Tori (Duits: Torri) is een plaats in de Estlandse gemeente Türi, provincie Järvamaa. De plaats heeft de status van dorp (Estisch: küla) en wordt vaak Tori küla genoemd om verwarring met Tori in de gemeente Tori, dat de status van alevik (vlek) heeft, te voorkomen. 

## Bevolking
Het dorp had 30 inwoners op 31 december 2011 en 37 inwoners op 31 december 2021.

## Ligging
Tori is het oostelijke buurdorp van de stad Türi. De rivier Prandi, een zijrivier van de Pärnu, vormt de zuidgrens van het dorp. Aan de overkant ligt Mäeküla.

## Geschiedenis
Tori werd voor het eerst genoemd in 1402 onder de naam Torvere. In 1569 bestond er een boerderij Torri. In 1686 werd Torri een zelfstandig landgoed, dat was afgesplitst van Serrefer (Särevere). De laatste eigenaar voordat het landgoed in 1919 door het onafhankelijk geworden Estland werd onteigend, was August Frey. Het landhuis van het landgoed, dat gebouwd is in de eerste helft van de 19e eeuw, diende na de onteigening lange tijd als schoolgebouw. Daarna kwam het in particuliere handen. Sinds 2013 biedt het gebouw faciliteiten voor logies en ontbijt en kan het worden gebruikt als congrescentrum.
Het huidige dorp Tori heette tot 1977 Torimõis. Tussen 1977 en 1997 hoorde het bij Näsuvere. Daarnaast lag er ook een dorp met de naam Tori op het landgoed. Dat ging in 1977 op in Poaka.